# Nella plaza de coniglios
Nella plaza de coniglios (Bully for Bugs) è un film del 1953 diretto da Chuck Jones. È un cortometraggio d'animazione della serie Looney Tunes, uscito negli Stati Uniti l'8 agosto 1953. Il cartone fu prodotto dopo che il produttore Edward Selzer entrò nell'ufficio di Jones urlando di non volere alcun film sulla tauromachia poiché non c'era nulla di divertente in essa; dato che, secondo Jones, tutto ciò che diceva Selzer era "assolutamente sbagliato", lui e lo sceneggiatore Michael Maltese decisero di realizzare il film. Jones andò a vedere una tauromachia a Città del Messico, mentre il progettista del suono Treg Brown registrò i suoni di uno spettacolo a Barcellona.
Nel 1979 il corto fu inserito integralmente nel film di montaggio Super Bunny in orbita!. Dal 1998 viene distribuito col titolo Attenti al toro.

## Trama
Sulla strada per la valle di Coachella, in occasione del "grande festival annuale della carota", Bugs Bunny si perde e si ritrova in un'arena in cui uno spaventato torero viene inseguito da un toro particolarmente aggressivo. Mentre Bugs cerca di chiedergli indicazioni, il torero fugge sugli spalti e il toro sperona Bugs fuori dall'arena, così il coniglio gli dichiara guerra. Ne segue un acceso scontro tra il toro e Bugs, che gioca al nemico vari scherzi. Al termine di esso, il toro corre verso Bugs che sembra intrappolato dalle porte sbarrate dell'arena, ma il coniglio le apre all'ultimo secondo come una porta del garage, mandando il toro fuori dall'arena. Furioso, il toro ritorna dentro, senza sapere che Bugs ha installato una sorta di macchina di Rube Goldberg con grasso per assali, una rampa e alcune piattaforme. Il grasso e la rampa lanciano in volo il toro, che poi ricade su un foglio di carta vetrata, un fiammifero e un barile di tritolo che esplode quando il toro ci finisce sopra. L'esplosione fa di nuovo volare in aria il toro, in stato di shock, che poi si schianta contro uno scudo di legno perdendo quindi i sensi, mentre Bugs Bunny viene proclamato vincitore.

## Distribuzione

### Edizione italiana
Il corto fu distribuito in Italia il 5 dicembre 1961 nel programma Silvestro contro Gonzales, in inglese sottotitolato. Fu doppiato per la prima volta in occasione della distribuzione in Super 8 millimetri, avvenuta nel 1971 ad opera della Technofilm col titolo La forza e l'astuzia. Questo doppiaggio fu eseguito senza utilizzare la colonna internazionale, rimuovendo la musica presente durante i dialoghi. Il corto fu poi ridoppiato dalla Sinc Cinematografica nel 1974 in occasione di una riedizione di Silvestro contro Gonzales. Entrambi i doppiaggi presentano diverse battute che ignorano quelle dell'edizione originale. Nel 1998 il corto fu ulteriormente ridoppiato su dialoghi più corretti dalla Angriservices Edizioni sotto la direzione di Renzo Stacchi per la VHS L'ammutinamento di Bunny.

### Edizioni home video

#### VHS
America del Nord
- Bugs Bunny's Wacky Adventures (1985)
- From Hare to Eternity (1997)

Italia
- Silvestro contro Gonzales, 1ª parte (1985)[7]
- Bugs Bunny's Wacky Adventures (1986)
- Bugs Bunny n. 2 (ottobre 1990)
- Bugs Bunny (agosto 1993)
- L'ammutinamento di Bunny (ottobre 1998)
- Bugs Bunny: Big Top Bunny (maggio 2000)

#### Laserdisc
- Winner by a Hare (1992)

#### DVD e Blu-ray Disc
Una volta restaurato, il corto fu pubblicato in DVD-Video in America del Nord nel primo disco della raccolta Looney Tunes Golden Collection: Volume 1 (intitolato Best of Bugs Bunny) distribuita il 28 ottobre 2003, dove è visibile anche con un commento audio di Michael Barrier; il DVD fu pubblicato in Italia il 2 dicembre 2003 nella collana Looney Tunes Collection, col titolo Bugs Bunny. Il 13 ottobre 2009 fu inserito nel primo disco della raccolta DVD Looney Tunes Spotlight Collection Volume 7, mentre in Italia fu inserito nel DVD Bugs Bunny della collana I tuoi amici a cartoni animati!, uscito il 15 novembre 2011. Fu infine incluso (nuovamente con il commento audio) nel primo disco della raccolta Looney Tunes Platinum Collection: Volume Three, uscita in America del Nord in Blu-ray Disc il 12 agosto 2014 e in DVD il 4 novembre.

## Accoglienza
Nel 2010 il film fu selezionato per l'inclusione nel libro di Jerry Beck The 100 Greatest Looney Tunes Cartoons; in tale libro il regista Darrell Van Citters scrive: "Questo film colpisce perfettamente il punto migliore del regista Chuck Jones e presenta la maggior parte del team creativo che associamo al suo lavoro migliore... Sia la scrittura che la regia sono sicure di sé, e in tutto il film non si trova alcuno sforzo sprecato. Jones era un maestro del tempismo e della presa espressiva. Spesso le sue prese erano seguite dal movimento di una parte del corpo, come un sopracciglio alzato, rendendo l'affermazione ancora più efficace. Nei suoi film migliori, come Nella plaza de coniglios, il suo tempismo ha mostrato carattere, rendendo il momento ancora più divertente".